# 那空拍儂
那空拍侬市，通称那空拍侬是泰国的一个自治市，也是该国那空拍侬府以及那空拍侬府治县的治所驻地，位于该国东北部，与寮国城市他曲隔湄公河相望。

## 历史
在12世纪以前，包括那空拍侬在内的湄公河中游城镇曾由高棉帝国占领:24-26:26，13世纪时期，泰人建立的素可泰王国兴起，驱逐高棉人，当地遂由素可泰统治，瀾滄王國建立后，取得了對当地的控制权:35，瀾滄王國分裂後屬永珍王國，曾是王国的陪都，1778年，郑昭攻入永珍，并将当地命名为“那空拍侬”，意为“山城”，当地遂纳入暹罗的势力范围:268。法国在今老挝地区成立保护国后，湄公河东岸地区划归法国，那空拍侬也随即成为边境城镇:103。
随着蒙通制度在泰国全境的实施，泰国中央政府對那空拍侬的管理权也得到了加强，1935年，泰國樞密院在当地正式成立那空拍儂自治市。在冷战初期，城市西隅的那空帕儂泰國皇家海軍機場是美國駐泰空軍六個基地之一，美军军机时常从当地出发前往越南作战，当地还曾发生泰國共產主義叛亂，但最终遭到泰国皇家军队镇压，1975年，老挝人革党在寮国建政後，泰、寮两国关系一度恶化，泰国政府亦曾封锁边界，边境贸易停顿，那空拍侬的经济也陷入萧条，冷战结束後，寮国实施革新开放政策，双边关系好转，当地才重新得到发展的转机。

## 地理
那空拍儂位於湄公河谷地，地势平坦，平均海拔在150米左右:109，城市附近主要的植被为常綠森林和落葉龍腦香林:98。按柯本氣候分類法，那空拍侬属熱帶乾濕季氣候，全年高溫，分旱雨兩季，年平均降水量約2,337.9公釐，5月至9月为雨季，雨量较大，潮濕燠熱，受到湄公河水位暴涨的影响，市区往往容易遭遇洪涝灾害的破坏:97。因与老挝隔河相望，当地也是泰国的边防重镇:15。

## 經濟與社會
那空拍侬的主要产业为农业，当地有大面积的稻米产区，亦不乏种植棉花、麻、花生、烟草及芝麻等经济作物者，当地养殖的大象、牛只也较为知名，工业基础薄弱，多发展锯木、碾米等轻工业:109-110。因与老挝他曲隔河相望，那空拍儂市也因地制宜发展边境贸易，泰寮兩國官方關係的好壞也直接影響著貿易的景氣狀況。在冷戰期間，因為雙邊關係緊張，泰國限制邊境貿易，当地的經濟曾陷入蕭條，寮國採取革新開放後，放棄以意識形態為導向的外交政策，改善與泰國的外交關係，边境贸易复苏。
在观光业领域，那空拍侬以市区南隅的帕塔帕儂寺著称，该建筑令那空拍侬成为依善地区的佛教圣地之一:109-110。另外，越南共产党缔造者之一的胡志明也曾在那空拍侬居住，当地还保有其故居，并建立了泰越友谊村，以供后人参观。在结夏安居期间，那空拍侬的火船祭时常吸引各地游客前来参观。
那空拍侬的居民多为东北泰人，又称依善人，属于佬族，他们多在17世纪末从湄公河东岸迁徙至此，日常生活中多操依善語。而以首都曼谷为代表的标准泰语则作为国家官方语言在当地广泛应用:42，此外，当地还有少数操普泰語的人口。
相较于孔敬、呵叻等依善地区的中心城市，那空拍侬教育资源较为欠缺:274-276，在大学教育方面，当地有那空拍侬大学，2005年由那空拍侬皇家大学及数所在地学校合并建立。

## 交通
那空拍侬有连接邻近色军府、烏隆府等地的公路，亦设有那空拍侬机场，有往来首都曼谷的航班:109，其与老挝他曲方面的交通往来原来多依靠渡轮运输，2011年，第三泰寮友誼大橋通车，便利了两国人员的往来。